# Sampaio (Noya)
Sampaio (en gallego y oficialmente, San Paio) es una localidad del municipio de Noya, España. Está situada en la parroquia de Roo a 4 kilómetros de la capital municipal. En 2023 tenía una población de 21 habitantes (14 hombres y 7 mujeres).